# Övra Mörttjärnen (Skogs socken, Hälsingland)
Övra Mörttjärnen är en sjö i Bollnäs kommun och Ockelbo kommun i Hälsingland och ingår i Hamrångeåns huvudavrinningsområde. Sjön är 8,6 meter djup, har en yta på 0,0709 kvadratkilometer och befinner sig 282,4 meter över havet. Största delen av sjöns yta ligger inom Ockelbo kommun och i nordöstra delen av Kroksjö öga naturreservat.

## Delavrinningsområde
Övra Mörttjärnen ingår i det delavrinningsområde (677498-154027) som SMHI kallar för Mynnar i Vrångån. Medelhöjden är 294 meter över havet och ytan är 1,16 kvadratkilometer. Det finns inga avrinningsområden uppströms utan avrinningsområdet är högsta punkten. Vattendraget som avvattnar avrinningsområdet har biflödesordning 3, vilket innebär att vattnet flödar genom totalt 3 vattendrag innan det når havet efter 55 kilometer. Avrinningsområdet består mestadels av skog (92 procent). Avrinningsområdet har 0,07 kvadratkilometer vattenytor vilket ger det en sjöprocent på 5,9 procent.